# Cafedrin
Cafedrin ist ein Arzneistoff, der in fixer Kombination mit Theodrenalin zur parenteralen Behandlung eines klinisch relevanten anästhesiebedingten Blutdruckabfalls vor allem in der Notfallmedizin verwendet wird.
Cafedrin, ein Derivat von Theophyllin, wirkt als Stimulans am β-Adrenozeptor, wodurch es zur Steigerung des Herzschlags und des Herzzeitvolumens (HZV) kommt. Die Wirkung setzt langsam ein. Die Plasmahalbwertszeit beträgt 1 Stunde. Bei der Verstoffwechselung entstehen Norephedrin als Hauptmetabolit und verschiedene Nebenmetaboliten.
Pharmazeutisch verwendet wird das Cafedrinhydrochlorid.